# 渡辺直己
渡辺 直己（わたなべ なおき、1908年（明治41年）6月4日 - 1939年（昭和14年）8月21日）は、広島県呉市出身の歌人。

## 生涯
呉一中（現:広島県立呉三津田高等学校）、広島高等師範学校（現:広島大学）卒業。芥川龍之介に影響を受けた文学青年で、マルクス主義にも関心を持った。異父兄・高橋彰三の影響で短歌を始める。1935年（昭和10年）、伊藤左千夫を中心にして1908年（明治41年）に作られた短歌誌『アララギ』に入会し、土屋文明に師事した。しかし当初の渡辺の作品は牧歌的で、島木赤彦や文明の模倣でしかなかった。
呉市立高等女学校（現:呉三津田高等学校）の国語教師として奉職中だった1937年（昭和12年）、日中戦争に応召し、中国に第五師団歩兵第十一連隊陸軍少尉として送られる。河北省天津市、山東省済南市、湖北省漢口（現:武漢市）に転戦したが、発熱のため入院し、その後は再び天津市に警備にあたった。
1939年（昭和14年）8月21日、中国河北省天津市にて洪水により31歳で戦死した。
翌年の1940年（昭和15年）に『渡辺直己歌集』が刊行された。直己は戦う知識人として思想的苦悩、写実的な戦場風景の短歌を詠み、中野重治に「戦場における戦闘者一般の緊迫感、またそれの渡辺その人に特殊な緊迫感が、その戦地吟のすべてをつらぬいて鳴つている」と高く評価され、宮柊二『山西省』とならぶ戦争詠の白眉として後々まで広い影響を与えた。しかし戦後の米田利昭の研究により、直己の戦争詠の中には実戦に参加する前に詠まれたものが多く、実際の戦闘経験ではなく、ニュース映画や『西部戦線異状なし』等の戦争映画に影響を受けたフィクションであることが判明した。また、名誉ある戦死ではなく、本人の過失によるところの大きい事故死であったことを実証したのも米田だった。このことは、『アララギ』におけるリアリズムのあり方を問い直す問題提起となった。米田自身は、「戦闘というものを広く考え、リアリズムというものを拡大して考えれば、やはり直接戦う者の歌といえると思う」と、フィクションであっても戦闘のリアリティを表現しえた直己の短歌を肯定的に評価した。
2012年（平成24年）現在、広島城外に記念碑が、呉市宮原の「歴史の見える丘」に歌碑がある。